# 朽木昭文
朽木 昭文（くちき あきふみ、1949年 - ）は、日本の経済学者。現在、放送大学教養学部客員教授。

## 経歴
1973年京都大学農学部卒。1982年同大学博士号取得。
1978年にアジア経済研究所入所後、ペンシルベニア大学客員研究員、国際協力銀行（旧海外経済協力基金・経済部参事）、世界銀行（上級副総裁室・上級エコノミスト）に勤務。東京大学大学院総合文化研究科特任教授、名古屋大学、立命館大学、広島大学、埼玉大学の客員教授、早稲田大学、慶應義塾大学、立教大学などの非常勤講師を併任した。日本貿易振興機構（ジェトロ）の理事、日本大学生物資源科学部教授を経て現職。

## 著書
- Kuchiki, A (2020) “A Flowchart Approach to Industrial Hubs and Industrialization,” （Chapter 19,  A. Oqubay and J. Lin eds.） The Oxford Handbook of Industrial Hubs and Economic Development, Oxford University Press.
- Kuchiki, A (2020) “On ‘Economies of Sequence’ in the Architectural Theory of Agglomeration: A Case of the Kyoto Tourism Industry,” Economies 2020, 8(1), 15; https://doi.org/10.3390/economies8010015.
- Kuchiki, A. (2019). “The Existence of Economies of Sequence: A               Theory of Architecture in Building an Industry Agglomeration,” Regional             Science Policy & Practice., 1-16. https://doi.org/10.1111/rsp3.12199 (Regional Science Policy & Practice, Volume 11, Issue 3, pp: 443-628, August 2019).
- (以上論文)
- Kuchiki, A. and T. Mizobe and T. Gokan eds. (2017) A Multi-Industrial Linkages Approach to Cluster, New York:　Palgrave Macmillan.
- Kuchiki A. and M. Tsuji eds. (2011) Industrial Clusters, Upgrading and Innovation in East Asia, Cheltenham: Edward Elgar.
- Kuchiki, A. and M. Tsuji eds. (2010) From Agglomeration to Innovation, New York:　Palgrave Macmillan.
- Kuchiki, A. and M. Tsuji eds. (2008) The Flowchart Approach to Industrial Cluster Policy, New York: Palgrave Macmillan.
- Kuchiki, A. and M. Tsuji eds. (2005) Industrial Clusters in Asia, New York: Palgrave Macmillan.
- 朽木昭文・河合明宣編著 (2017)『アジア産業論』、放送大学。
- 朽木昭文・馬田啓一・石川幸一編著 (2015)『アジアの開発と地域統合：新しい国際協力を求めて』、日本評論社。
- 朽木昭文・藤田昌久 (2015)「特集：集積の経済学からアジアを理解する：空間経済学とクラスター」、『経済セミナー8・9月号』、685号、10－55ページ、日本評論社。
- 石川幸一・朽木昭文・清水一史編著 (2015)『現代アセアン経済論』、文眞堂。
- 溝辺哲男・朽木昭文 (2015) 編著『農・食・観光クラスターの展開』、農林統計協会。
- 坂井秀吉・柳原透・朽木昭文編著 (2014)『現代の開発経済学』、ミネルヴァ書房。
- 朽木昭文 (2012)『日本の再生はアジアから始まる――チャイナプラスワン（ASEAN諸国、インド）の「成長トライアングル」を取り込め』、農林統計協会。
- 朽木昭文 (2007)「アジア産業クラスター論」、書籍工房早山。
- 朽木昭文 (2004)『貧困削減と世界銀行』、日本貿易振興機構・アジア経済研究所。
- 朽木昭文、野上裕生、山形辰史共編著 (2004)『テキストブック開発経済学（新版）』、有斐閣。
- 朽木昭文（1997年 - ）「アジア経済」『イミダス』集英社

など